# الشمال الشرقي التونسي

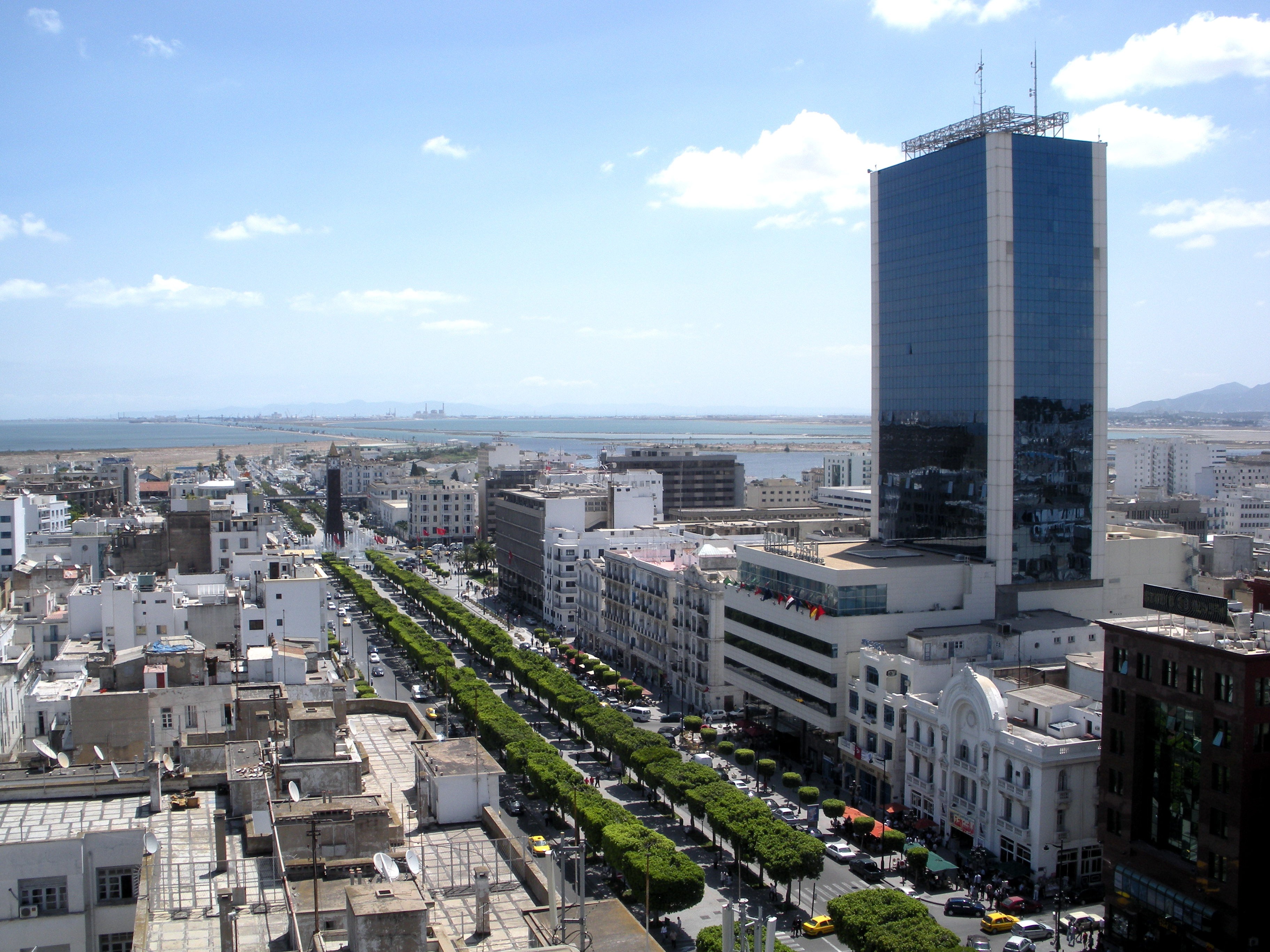
تونس تعتبر المدينة المحورية للمنطقة وكذلك عاصمة تونس الوطنية.

الشمال الشرقي التونسي هي واحدة من ست مناطق جغرافية واقتصادية للبلاد، وتتكون من سبع ولايات: بنزرت، تونس، أريانة، منوبة، بن عروس، زغوان ونابل. يبلغ عدد سكان المنطقة 4,176,779 مما يجعلها المنطقة الأكثر سكانًا في البلاد وأيضًا بأعلى معدل كثافة حيث تبلغ 846,285 كيلومتر مربع.

## جغرافية
تقع المنطقة الشمالية الشرقية في أقصى الشمال من البلاد، وتحدها من الغرب ولاية باجة الشمالية الغربية ومن الشمال والشرق البحر الأبيض المتوسط، في الجنوب مع منطقة الساحل التونسي. يبلغ طول الخط للمنطقة حوالي 227 كم.

توجد أربع حدائق وطنية في الشمال الشرقي، ثلاثة منها تقع بالكامل في المنطقة وواحدة جزئية فيها: الحديقة الوطنية ببوقرنين يقع بين ولاية تونس وولاية بن عروس، وثانيًا نجد الحديقة الوطنية بإشكل في ولاية بنزرت ثالثًا تأتي الحديقة الوطنية جبل شيطانة - كاب نيقرو بين ولاية بنزرت وولاية باجة وأخيرًا أرخبيل زمبرة وهو أرخبيل من جزيرتين رئيسيتين جزيرة زيمبرا وجزيرة زمبريتا نجدها في ولاية نابل. 

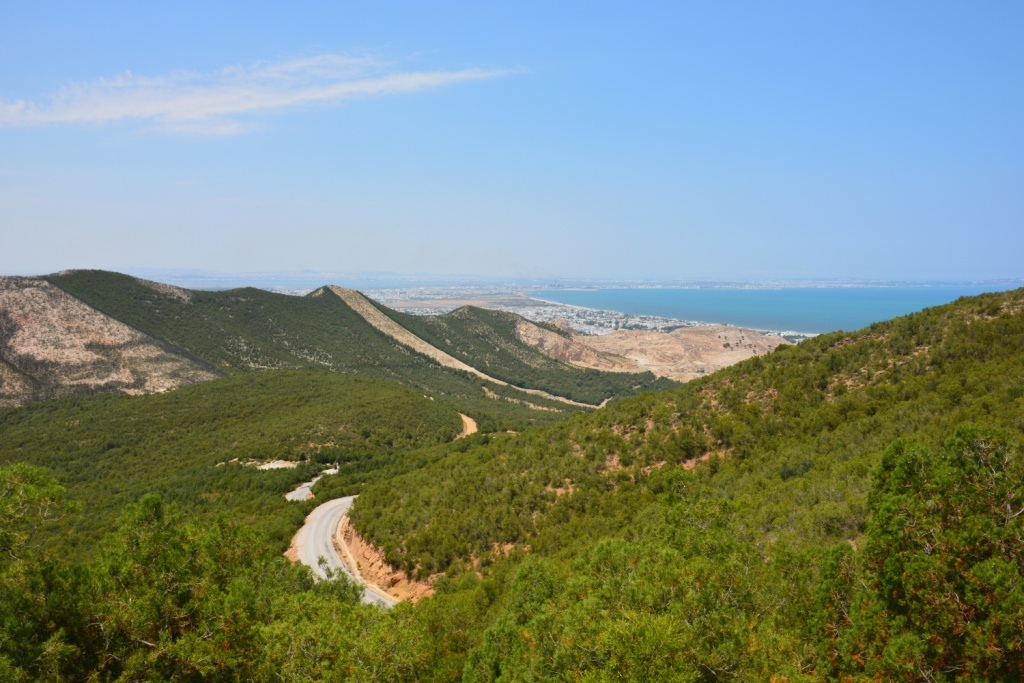
الحديقة الوطنية ببوقرنين
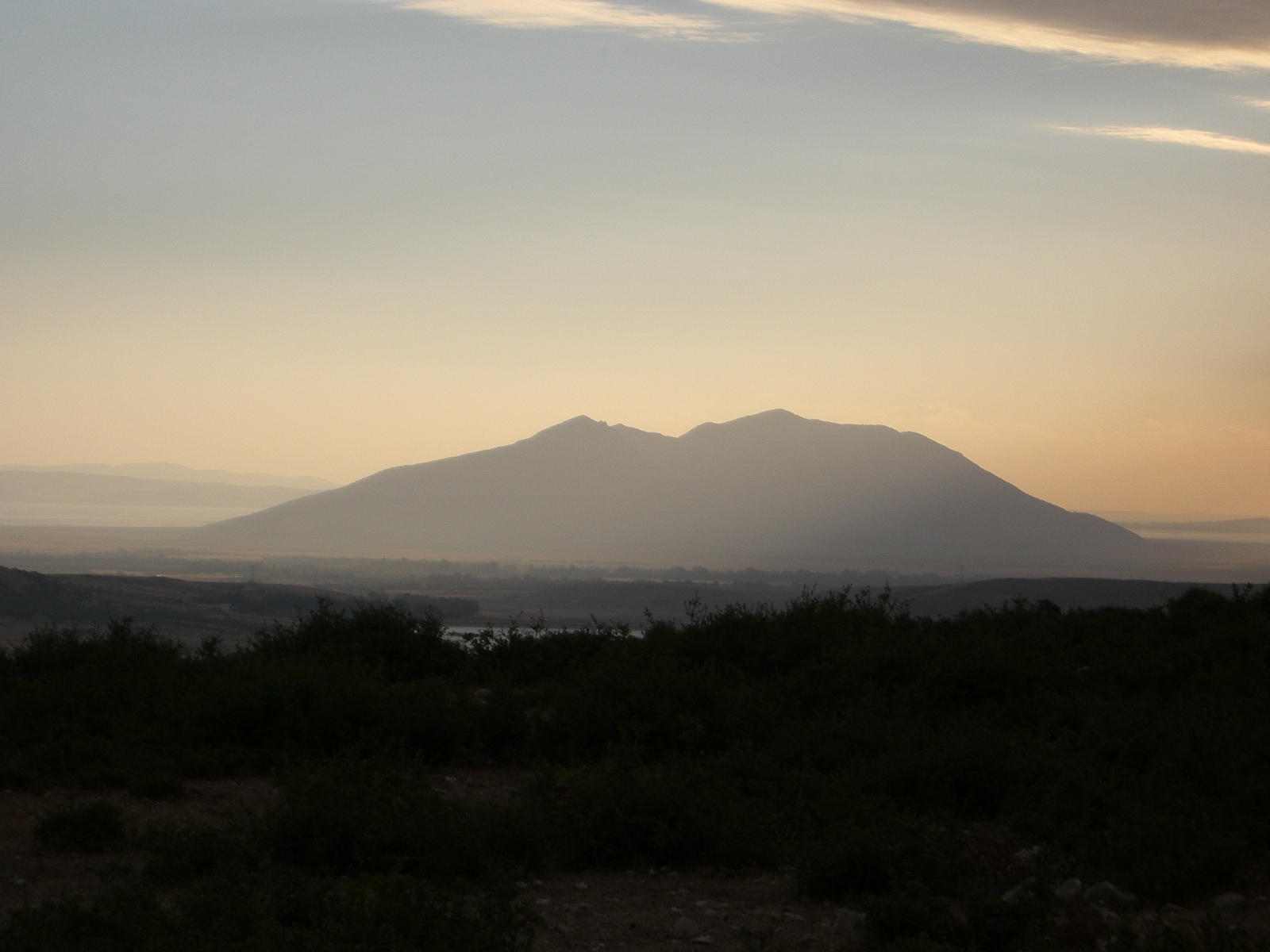
الحديقة الوطنية بإشكل
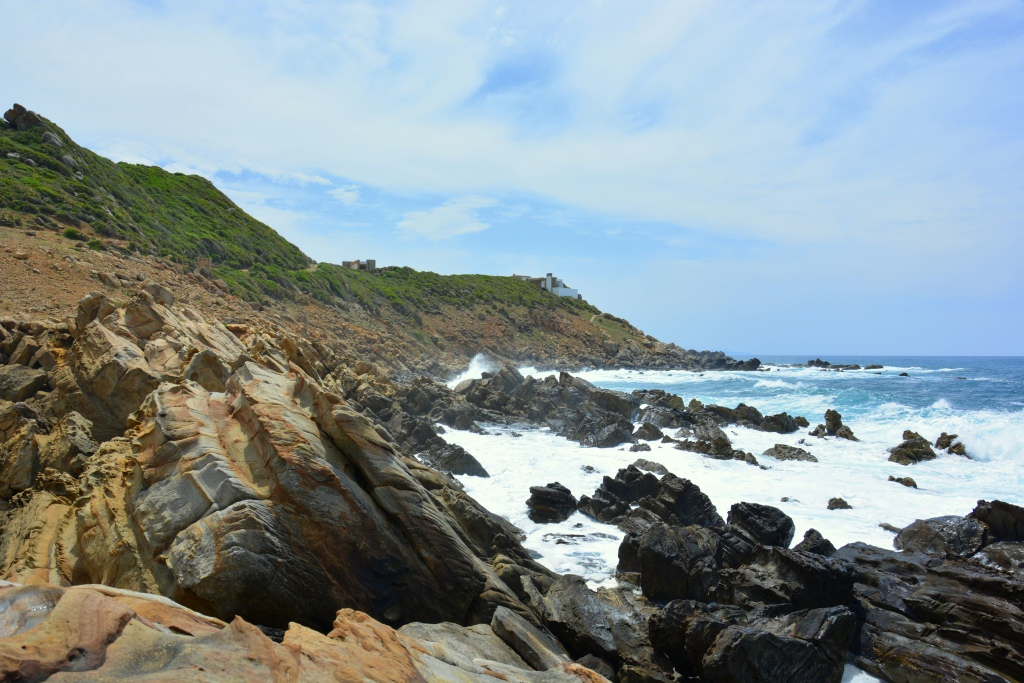
الحديقة الوطنية جبل شيطانة - كاب نيقرو
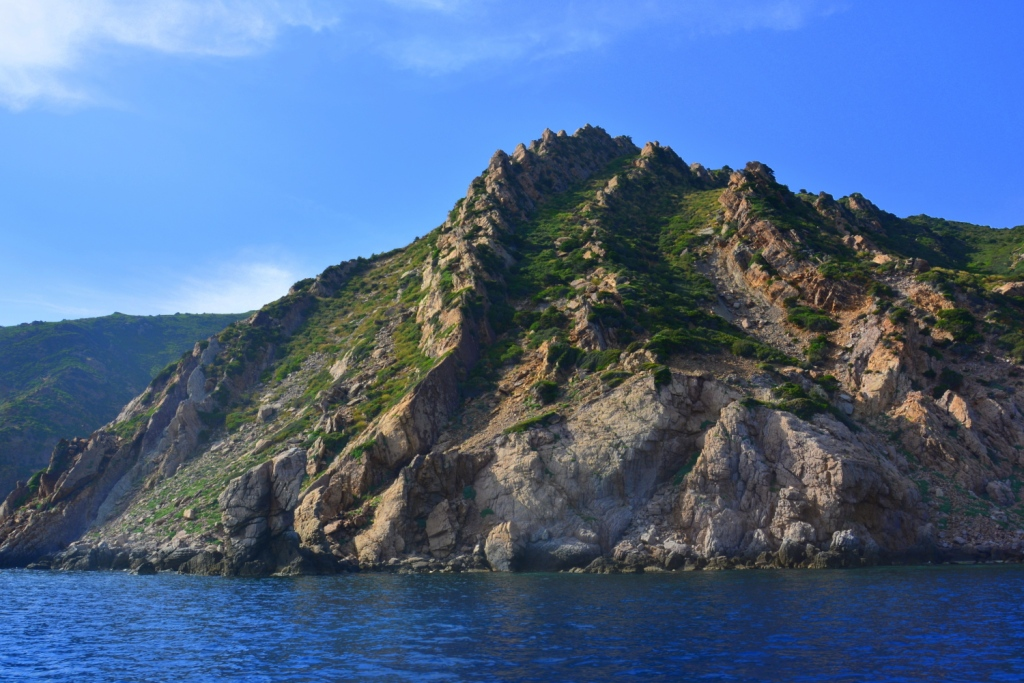
أرخبيل زمبرة

## التركيبة السكانية
مع 4176779 نسمة، يعتبر الشمال الشرقي أكثر المناطق المأهولة بالسكان في البلاد. الولايات الأكثر سكانًا في الشمال الشرقي هي:
| الولاية | السكان (2014) | الكثافة السكانية | أكبر مدينة / معتمدية            |
| ------- | ------------- | ---------------- | ------------------------------- |
| تونس    | 1.056.247     | 3100 / كم 2      | تونس (638,845)                  |
| نابل    | 787920        | 280 / كم 2       | الحمامات (97,579)               |
| بن عروس | 631,842       | 800 / كم 2       | المحمدية - فوشانة (106,167)     |
| أريانة  | 576,088       | 1200 / كم 2      | حي التضامن - المنيهلة (196,298) |
| بنزرت   | 568,219       | 150 / كم 2       | بنزرت (142,966)                 |
| منوبة   | 379,518       | 330 / كم 2       | دوار هيشر (82,532)              |
| زغوان   | 176,945       | 64 / كم 2        | الفحص (23,556)                  |

### مدن وبلدات
هناك العديد من المدن والبلدات التي يزيد عدد سكانها عن 100000 من السكان فيما يلي أهم 10 مدن مأهولة بالسكان:
| مدينة                 | السكان (2014) | الكثافة السكانية          |
| --------------------- | ------------- | ------------------------- |
| تونس                  | 638,845       | 3,004 هب / كم 2           |
| حي التضامن - المنيهلة | 196298        | 8,200 هاب / كم 2          |
| بنزرت                 | 142,966       | 3363 هاب / كم 2           |
| سكرة                  | 129,693       | لايوجد بيانات             |
| الآرية                | 114,486       | 636 هب / كم 2             |
| المحمدية - فوشانة     | 106,167       | لايوجد بيانات             |
| المروج                | 104,538       | 4,864 هب / كم 2           |
| الحمامات              | 97,579        | 2700 هاب لكل كيلومتر مربع |
| رواد                  | 94,691        | لايوجد بيانات             |
| دوار هيشر             | 82,532        | لايوجد بيانات             |

### وسائل النقل
ترتبط المنطقة من خلال العديد من شبكات الطرق، والطرق الوطنية هي وسيلة جيدة للسفر وتستخدم من قبل العديد من الناس ولكن في طقس الشتاء تعتبر طرق محفوفة بالمخاطر لأنها تمر بالعديد من الأنهار والقباب المائية وذات عرض ضيق يسمح بالمرور في اتجاهين، يتم حظر العديد من الطرق الوطنية عدة مرات بسبب الفيضانات، وتعتبر الطرق السريعة أفضل خيار للسفر بدءًا من بنزرت مع الطريق السريع رقم 4 الذي يصل إلى تونس ثم تمتد عبر الطريق السريع رقم 1 الذي يمر بن عروس وزغوان والحمامات للوصول أخيرًا إلى نابل. يوجد أيضًا خط قطار يربط بين بنزرت إلى تونس ثم يمتد من تونس إلى الحمامات ولكن القطارات في حالة سيئة، جميع القطارات قديمة وبطيئة مع سرعة سفر تقارب 80 كم في الساعة. يوجد في تونس مطار تونس قرطاج الدولي الذي يعتبر أهم المطارات التونسية والأكثر ازدحاما بينهم، وهو مرتبط بباقي المطارات الوطنية التونسية الأخرى برحلات طيران من خلال الخطوط التونسية السريعة إذ يمكن للجميع الوصول إلى جميع الوجهات الداخلية التونسية. يوجد أيضًا سكة مترو خفيفة في تونس تغطي جميع مناطق تونس الكبرى بطول إجمالي يبلغ 43 كيلومترًا ولديها 67 محطة لديها القدرة على حمل أكثر من 600,000 شخص يوميًا. يعتبر المترو وسيلة سلسة للنقل داخل تونس الكبرى. 

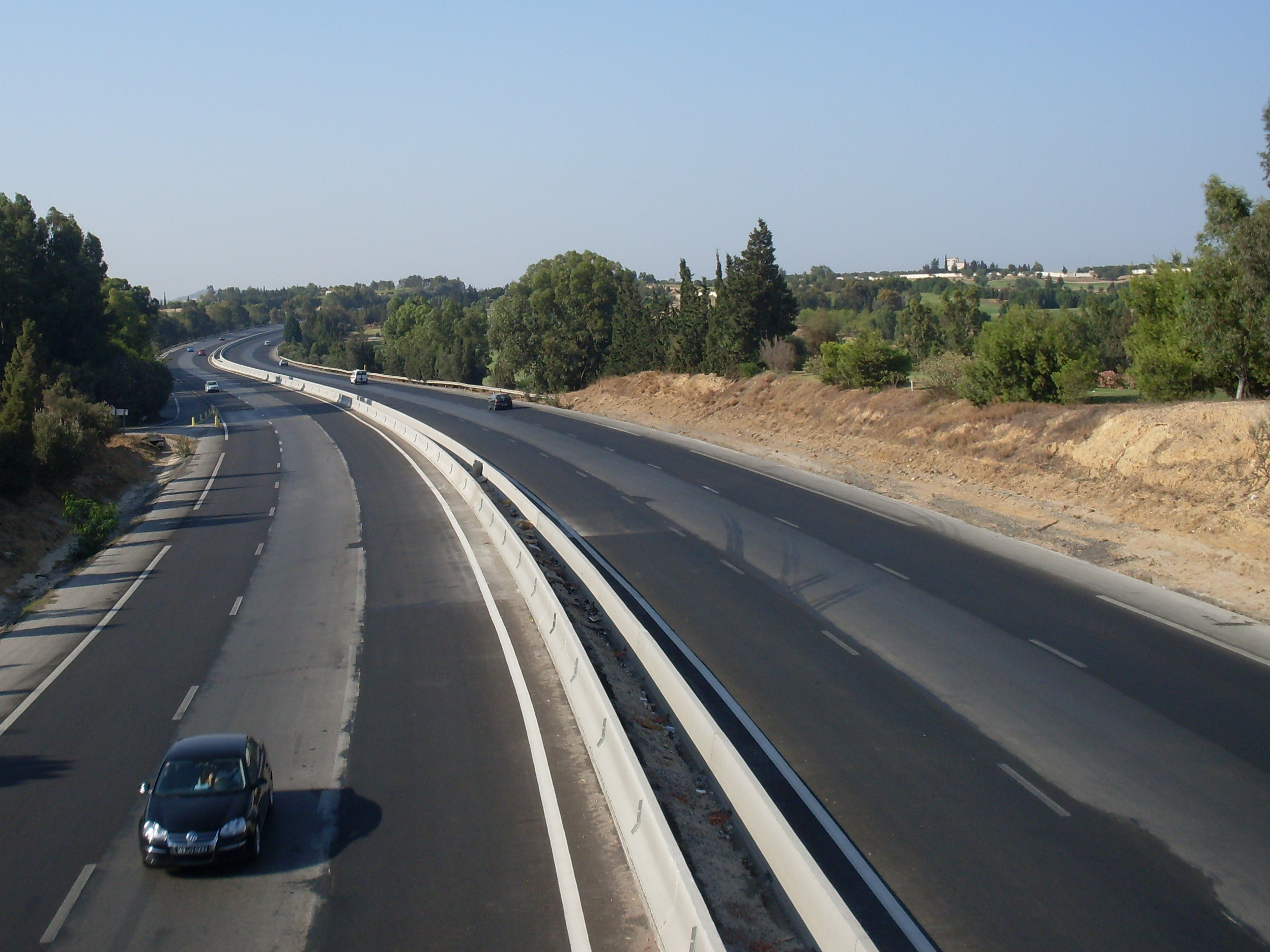
الطريق السيارة تونس الحمامات
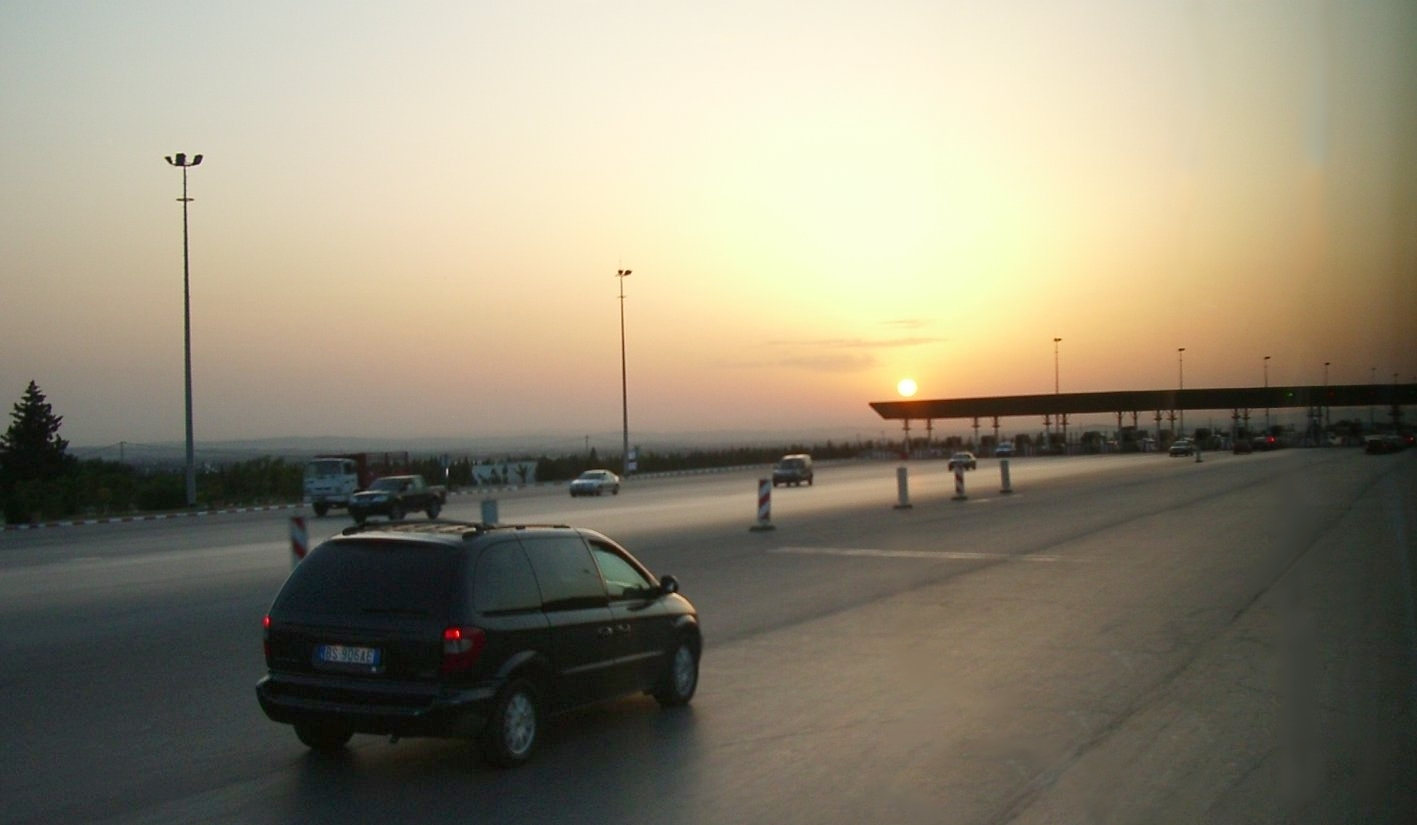
محطة الاستخلاص A1 بمدينة مرناق
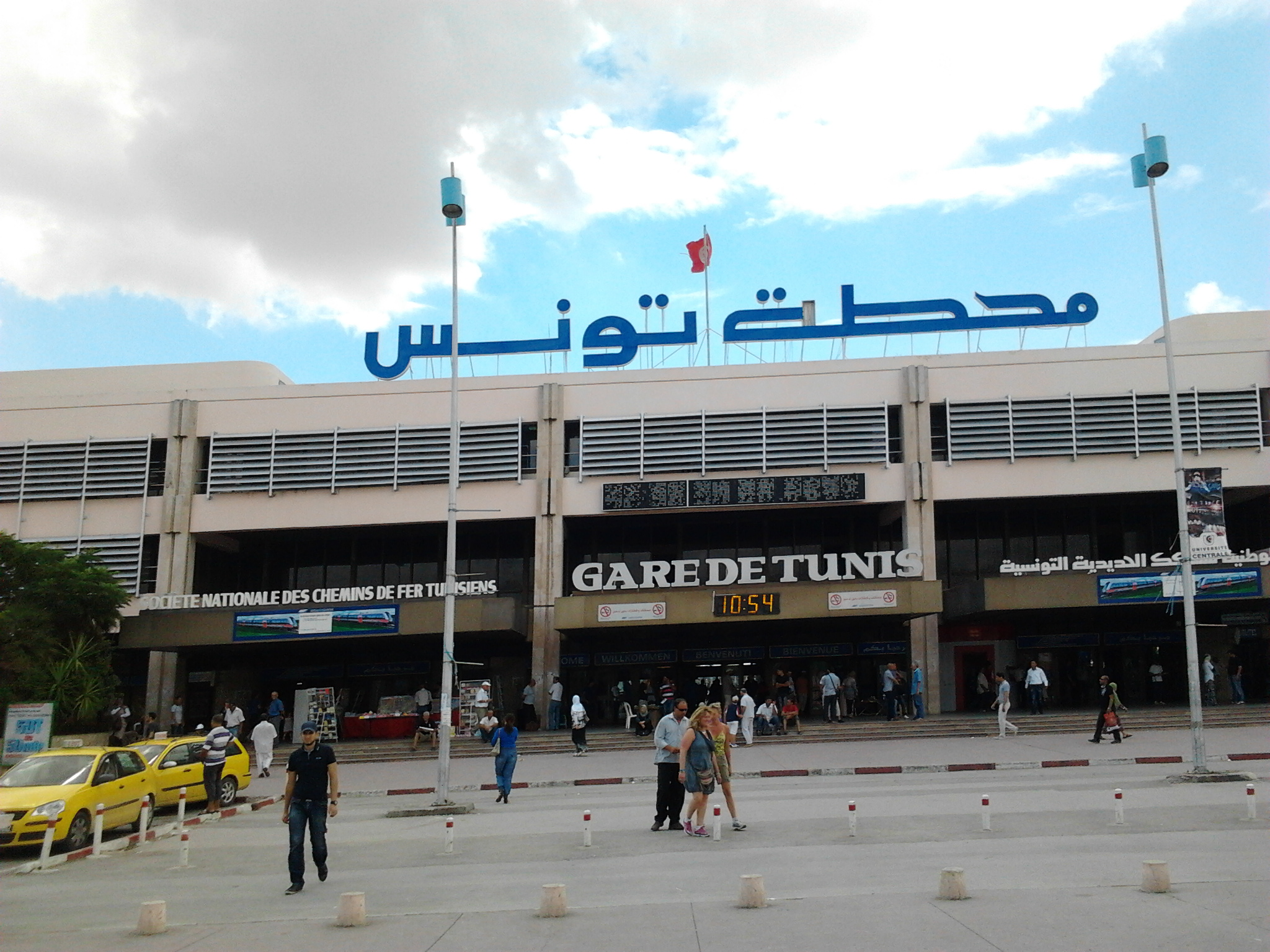
محطة القطار بتونس
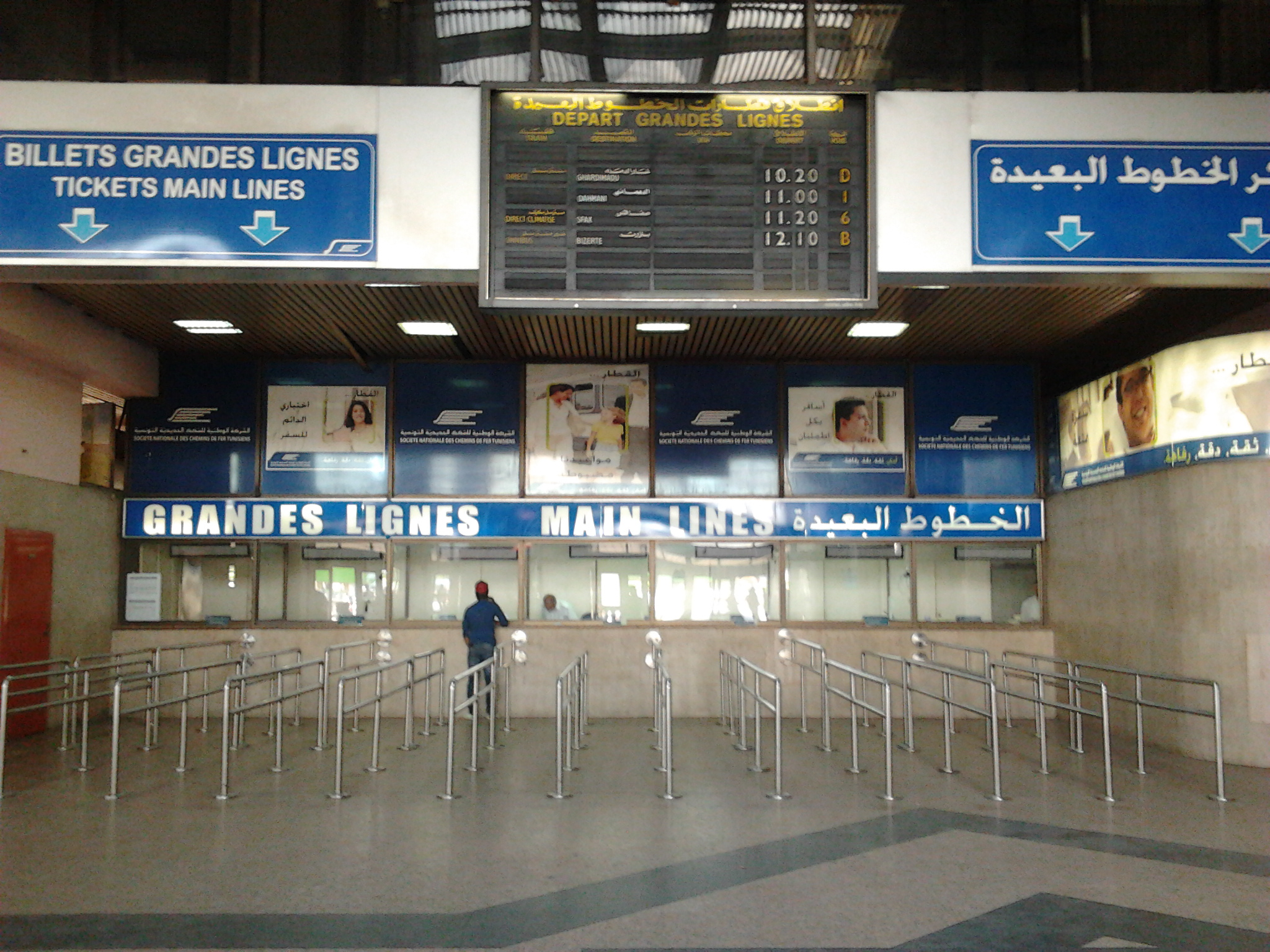
داخل محطة القطار بتونس
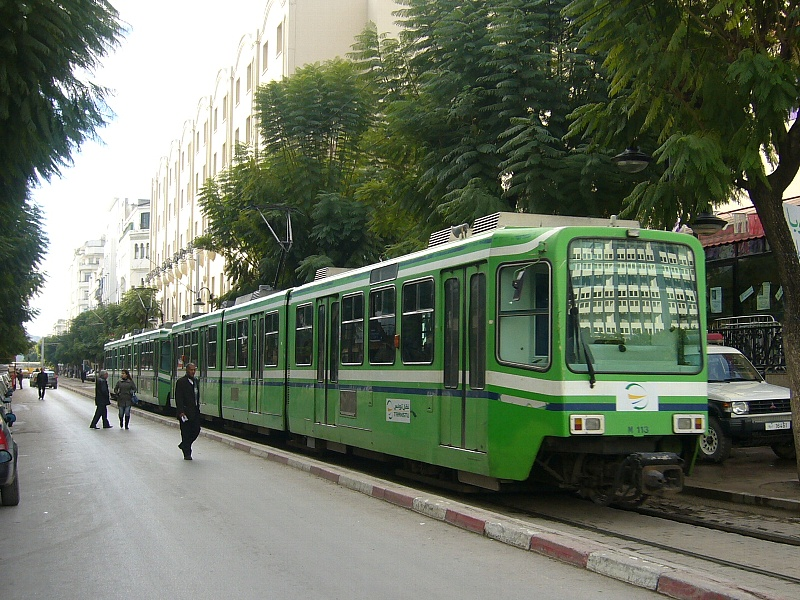
قطار قديم في تونس
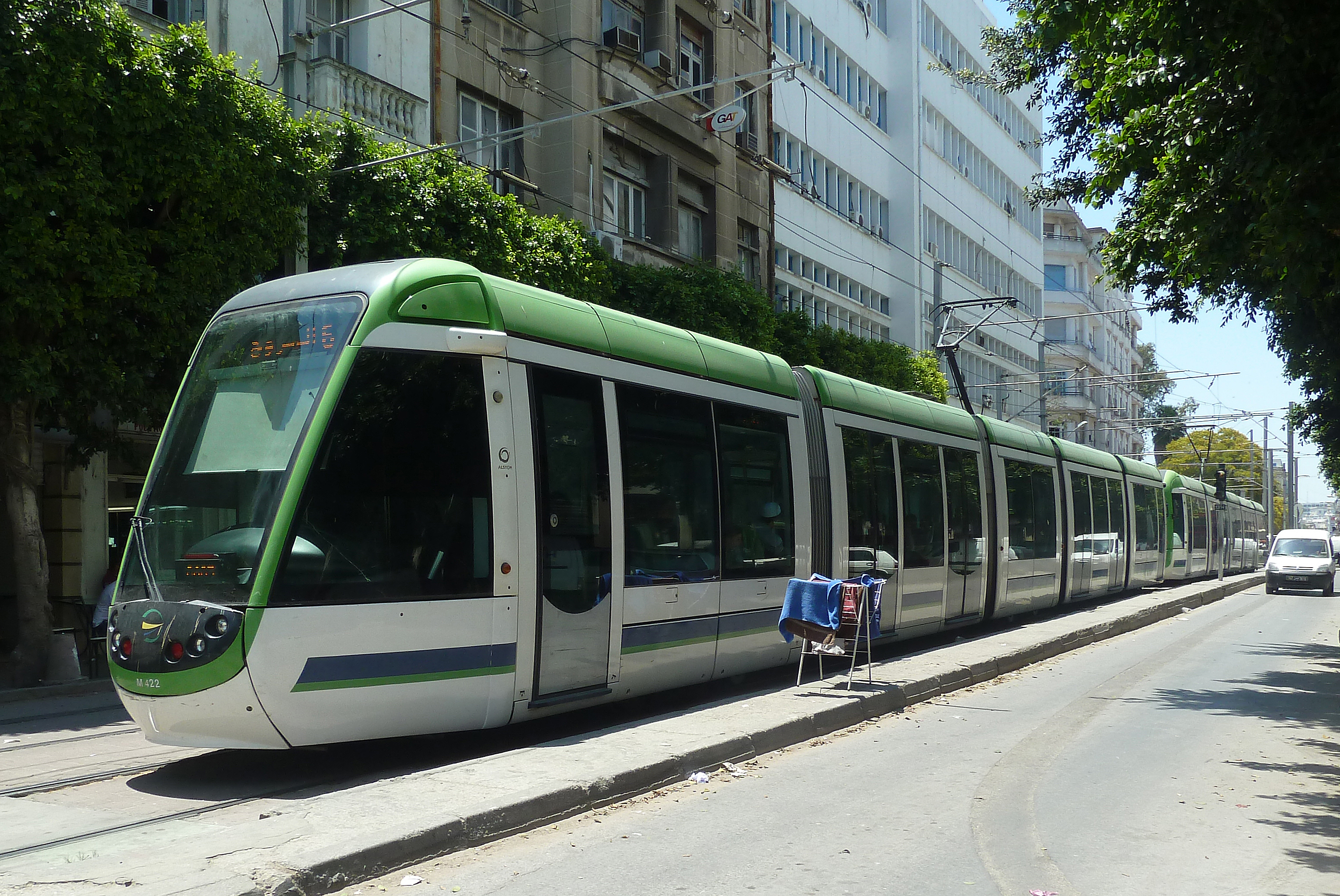
قطار ثنائي الاتجاه في تونس
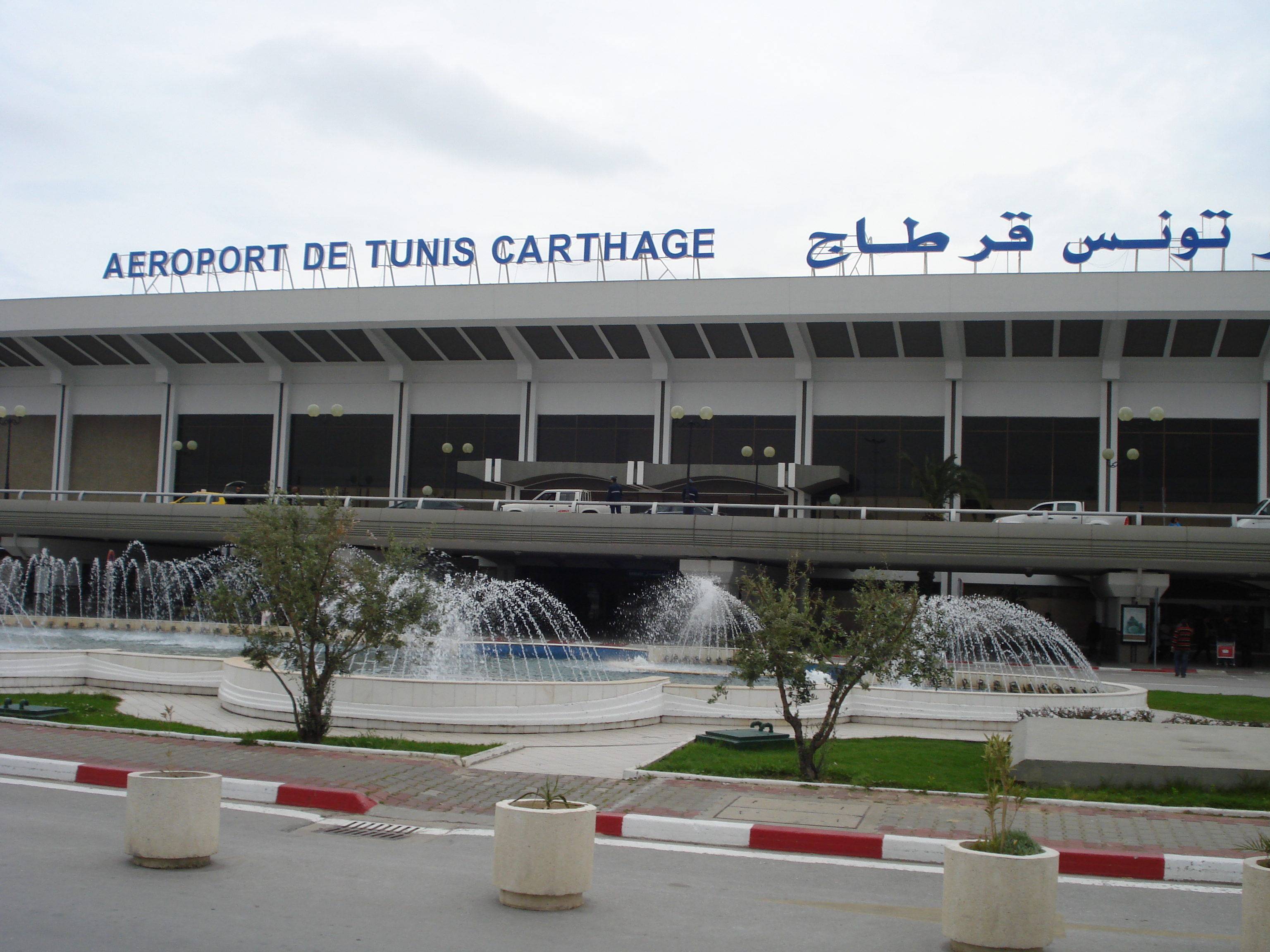
مطار تونس قرطاج الدولي
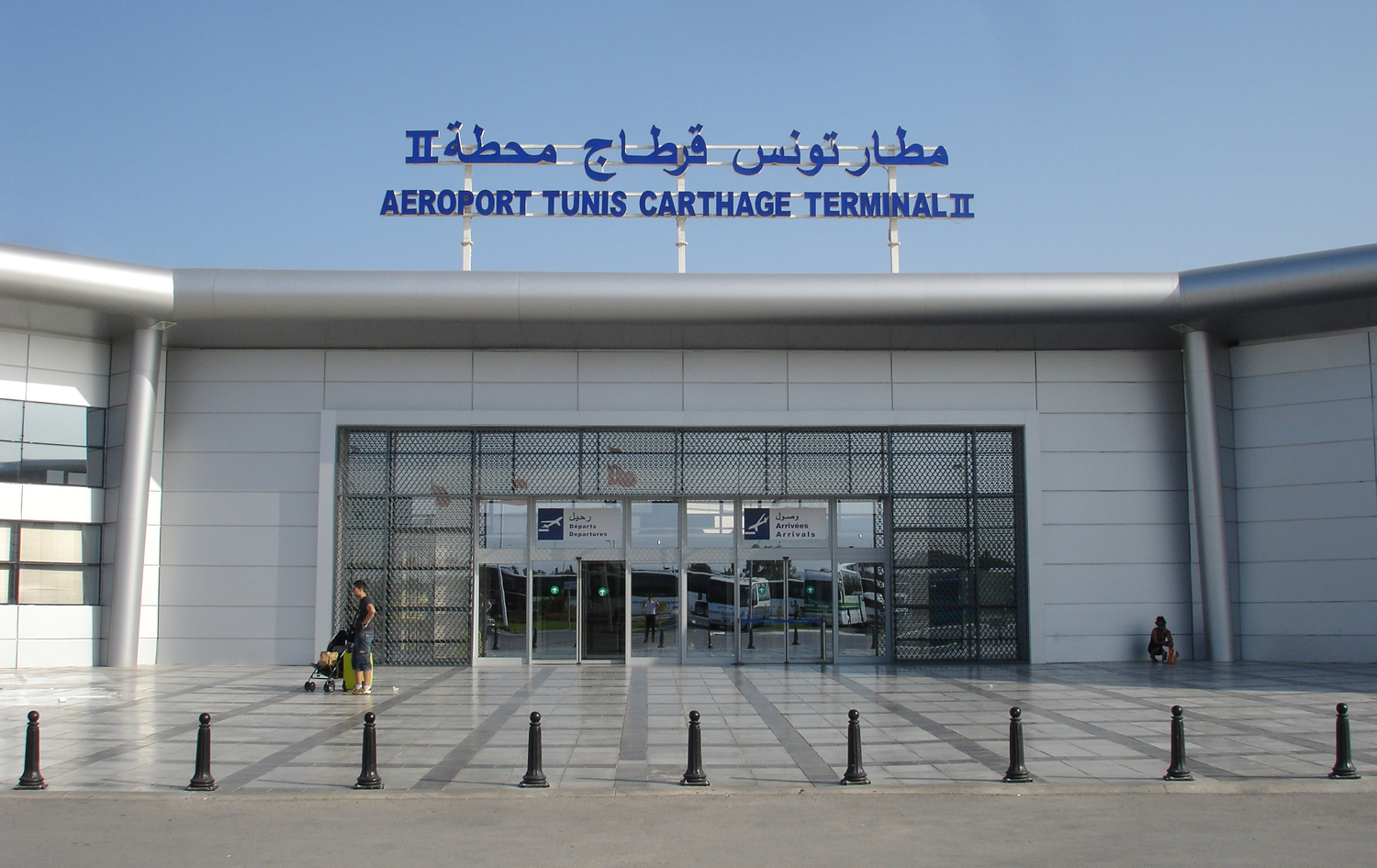
المدخل الثاني لمطار تونس قرطاج الدولي

## رابط خارجي
- تفاصيل شمال شرق تونس باللغة العربية